# Didier Mbenga
Didier Ilunga Mbenga, ou D.J. Mbenga (né le 30 décembre 1980), est un joueur belge de basket-ball. Il joue au poste de pivot et mesure 2,13 m. Il est le premier Belge à évoluer en NBA et le premier Belge champion NBA.
Il est originaire du Congo.

## Biographie
Fils d'une famille nombreuse proche du gouvernement, D.J. Mbenga vit au Congo depuis 17 ans  quand le régime politique change. Durant l'incursion des rebelles rwandais à Kinshasa au début de la Deuxième Guerre du Congo, D.J. est identifié (à tort) comme un Tutsi. Son père est mis en prison avec toute sa famille, son père parvient à négocier le départ de Didier Mbenga et sa mère. Craignant pour sa vie, Didier, avec l'aide de sa famille, rejoint la Belgique où il demande l'asile politique. Il est alors remarqué par Willy Steveniers (nl), ancienne gloire du basket belge (années 1960-1970). Impressionné par son physique, il lui propose de le former au basket.
Le rêve du duo (que D.J. joue en NBA) devient réalité en 2004 quand il rejoint les Mavericks de Dallas après avoir passé quelques années dans plusieurs clubs belges.

## Carrière professionnelle

### Carrière européenne
Mbenga a commencé sa carrière professionnelle en 2001 à Spirou Gilly, à l'époque club satellite de Spirou Charleroi, en division 2. L'année suivante, il est prêté à Vastiau Basket Leuven pour le tester à l'élite du Championnat de Belgique masculin de basket-ball. Ce test étant concluant, il est incorporé dans le noyau de Spirou Charleroi, avec lequel il devient champion de Belgique.

### Carrière NBA
Au début, handicapé par la langue et par le système de jeu totalement différent du niveau belge, il est rarement utilisé par les staffs techniques comme tout nouveau joueur qui débute en NBA. À force de travail, D.J. a su compenser en partie ses lacunes au point de rester plusieurs années dans l'effectif des Mavericks. On notera qu'il a derrière lui un grand groupe de fans à Dallas et à Los Angeles. Si grand que les Mavericks ont décidé de mettre son maillot en vente (numéro 28), avec d'étonnants chiffres de vente pour un joueur si peu médiatisé[réf. nécessaire].
Le 8 février 2007, Didier Mbenga se blesse au genou. Pour lui, la saison 2006-2007 s'arrête là.
Le 30 octobre 2007, premier jour de la saison NBA 2007-2008, les Mavericks coupent Didier Mbenga, qui n'avait fait qu'une seule apparition de 12 minutes en pré-saison (où l'entraîneur fait généralement jouer le banc), et qui se retrouve free agent.
Le 17 novembre 2007, Didier Mbenga signe aux Warriors de Golden State. Les termes du contrat ne sont pas révélés. Le 6 janvier 2008, son contrat est rompu et, le 21 janvier, il signe avec les Lakers de Los Angeles pour une première pige de dix jours, renouvelée le 1er février, puis prolonge le 12 février jusqu'à la fin de la saison. Le 25 septembre 2008, DJ prolonge pour une année son contrat avec les Lakers.
Le 14 juin 2009, il devient le premier joueur belge à remporter le titre NBA. L'année suivante, il fait de nouveau partie de l'effectif qui remporte un second titre consécutif, face aux Celtics de Boston.
Le 13 octobre 2010, il signe un contrat d'un an avec les Hornets de La Nouvelle-Orléans.

### Carrière asiatique
En novembre 2012, Mbenga fait ses débuts en Chine, chez les Qingdao Eagles de Qingdao, après de vaines tentatives de commencer le championnat NBA en octobre.

### Retour en NBA
Le 8 octobre 2014, il signe un contrat avec les Knicks de New York.

## Palmarès
- Champion de Belgique avec les Spirou de Charleroi en 2004.
- Champion NBA en 2009 et 2010 avec les Lakers de Los Angeles.
- Champion de la Conférence Ouest en 2009 et 2010 avec les Lakers de Los Angeles.
- Champion de la Division Pacifique en 2009 et 2010 avec les Lakers de Los Angeles.

## Anecdote
Lors des playoffs 2006, il est suspendu et privé de salaire pendant 6 matches pour être monté dans les gradins. Voyant la femme d'Avery Johnson importunée par des fans, il grimpe dans la tribunes, accompagné du propriétaire Mark Cuban pour aider la femme de l'entraîneur à rejoindre le vestiaire. Malgré ses intentions visiblement honorables, la NBA maintient son jugement, estimant que les joueurs n'avaient pas à monter dans les gradins.

## Clubs successifs
| Saison | Club                     | Pays       | Compétition                    |
| ------ | ------------------------ | ---------- | ------------------------------ |
| 99/00  | Racing Basket Anvers     | Belgique   | Juniors nationaux              |
| 00/01  | Racing Basket Anvers     | Belgique   | Juniors nationaux              |
| 01/02  | Spirou Gilly             | Belgique   | Division 2                     |
| 02/03  | Louvain Bears            | Belgique   | Ligue Ethias                   |
| 03/04  | Spirou Charleroi         | Belgique   | Ligue Ethias                   |
| 04/05  | Mavericks de Dallas      | États-Unis | NBA                            |
| 05/06  | Mavericks de Dallas      | États-Unis | NBA                            |
| 06/07  | Mavericks de Dallas      | États-Unis | NBA                            |
| 07/08  | Warriors de Golden State | États-Unis | NBA                            |
| 08/09  | Lakers de Los Angeles    | États-Unis | NBA                            |
| 09/10  | Lakers de Los Angeles    | États-Unis | NBA                            |
| 10/11  | New Orleans Hornets      | États-Unis | NBA                            |
| 12/13  | Qingdao Eagles           | Chine      | Chinese Basketball Association |

## Divers
- Le 13 février 2006, Mbenga établit son record de contres en carrière avec 5 face aux Knicks de New York en seulement 15 minutes.
- Le 9 avril 2010, Mbenga établit son record personnel de points : 11 points, 2 rebonds, 2 contres en 14 minutes face au Timberwolves du Minnesota .
- Il fait partie de l'équipe nationale belge.